# Ижевский мотозавод
АО «Ижевский мотозавод „Аксион-холдинг“» — многопрофильное российское предприятие, расположено в городе Ижевске Удмуртской Республики.

## История

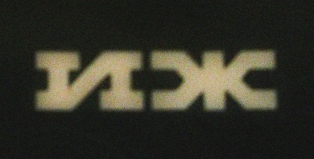
логотип магнитофона "Иж"РМ 207С (передняя панель)

Создано в 1933 году на базе оружейной фабрики Николая Березина как база для опытного производства мотоциклов (см. мотоциклы «Иж»). В годы Великой Отечественной войны на заводе было освоено и произведено 82 тысячи пулемётов «Максим», позднее — охотничьих ружей и других видов стрелкового оружия, двигателей и запчастей для сельскохозяйственной техники. В 1948 году на заводе изготавливалась опытная партия автоматов АК. С 1949 года заводом выпускаются сложные приборы для ракетной и космической техники: высокоточная аппаратура связи и телеметрии, а также системы радиорелейной связи.
В середине 1960-х годов на заводе был организован выпуск бортовой аппаратуры системы управления, которой оснащалась первая отечественная твердотопливная ракета «Темп-С».
По конверсии в 1988 году запущено производство магнитофонов (в том числе Иж-303), с завода снята секретность. С 1991 в спектр продукции включены приборы и товары медицинского назначения: от одноразовых шприцев до портативных дефибрилляторов, оборудования для машин скорой помощи, родильных отделений и детских больниц. По состоянию на 2019 год поставки медицинской техники марки «Аксион» осуществляются для нужд ЛПУ России и других стран: Казахстан, Киргизия, Армения, Молдова, Чехия, Египет, Турция, Индонезия. Для разрешения несоответствия названия спектру выпускаемой продукции в 1992 завод получил название «Аксион». С 1994 — является акционерным обществом. С 1999 года на предприятии ООО Концерн "Аксион", являющимся одним из структурных подразделений Ижевского мотозавода „Аксион-холдинг“, началось производство бытовой техники под маркой "Аксион". Основной номенклатурой производимой продукции являются электрические мясорубки, соковыжималки и пылесосы. В настоящее время Концерн «Аксион» производит и реализует более 50 наименований бытовой техники и оборудования.
Долгое время завод оставался закрытым предприятием в рамках военно-промышленного комплекса СССР. По состоянию на 2019 год находится в управлении АО «Ижевский мотозавод „Аксион холдинг“».

## Награды
- 1961 — орден Ленина
- 1970 — орден Трудового Красного Знамени
- 1976 — орден Октябрьской Революции
- 2008 — грамота Главного штаба ВМФ «За достигнутые успехи в создании телекоммуникационных и автоматизированных систем управления Военно-морского флота, обеспечивших успешное выполнение задач, поставленных Верховным Главнокомандующим Российской Федерации»
- 2008 — Благодарность Президента РФ Д. А. Медведева «За большой вклад в создание и производство специальной техники»[2][4]
- 2023 — Почетная грамота Правительства Российской Федерации — за большой вклад в укрепление обороноспособности страны и достигнутые трудовые успехи[5]

## Основные виды деятельности
Спецтехника в интересах Минобороны России, средства спутниковой, радиорелейной и оперативной связи, широкий спектр медицинского и энергосберегающего оборудования, товары народного потребления (мясорубки), комплектующие для автомобилей, продукция для сельского хозяйства.

## Санкции
23 февраля 2024 года предприятие включено в блокирующий санкционный список США против компаний оборонного сектора. Власти страны отмечали что предприятие производит оборудование для систем управления ракетных комплексов "Тополь-М" и "Ярс", а также системы связи и информатизации. По аналогичному основанию Ижевский мотозавод попал под санкции Канады, Украины и Швейцарии.

## Галерея

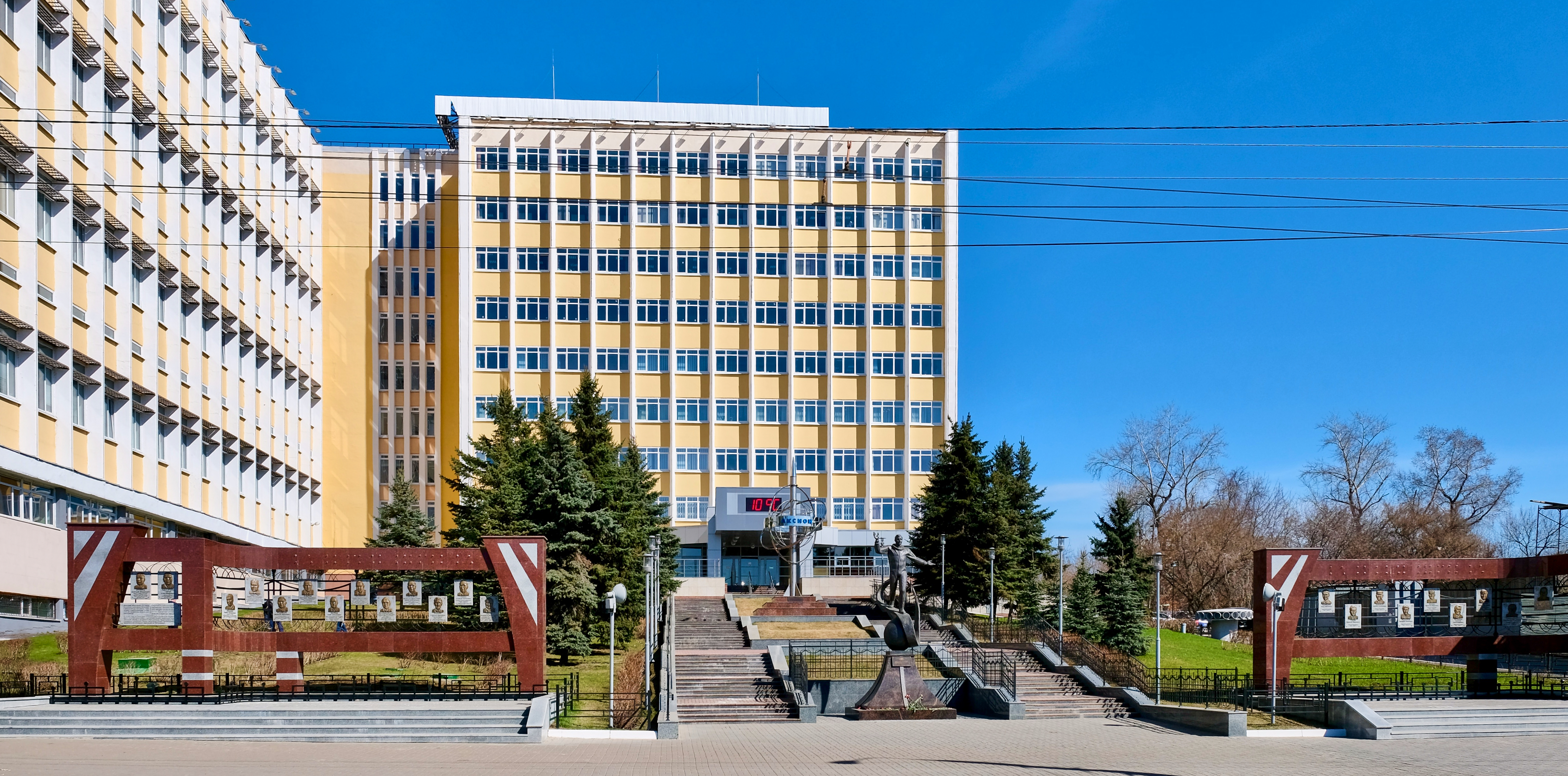
Доска почёта и памятник Ю. А. Гагарину у входа в здание администрации со стороны ул. М. Горького
Памятник Ю. А. Гагарину у входа в здание администрации
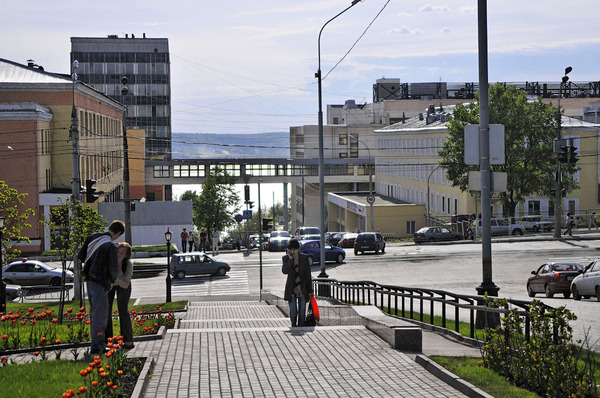
Вид на корпуса завода со стороны ул. К. Маркса
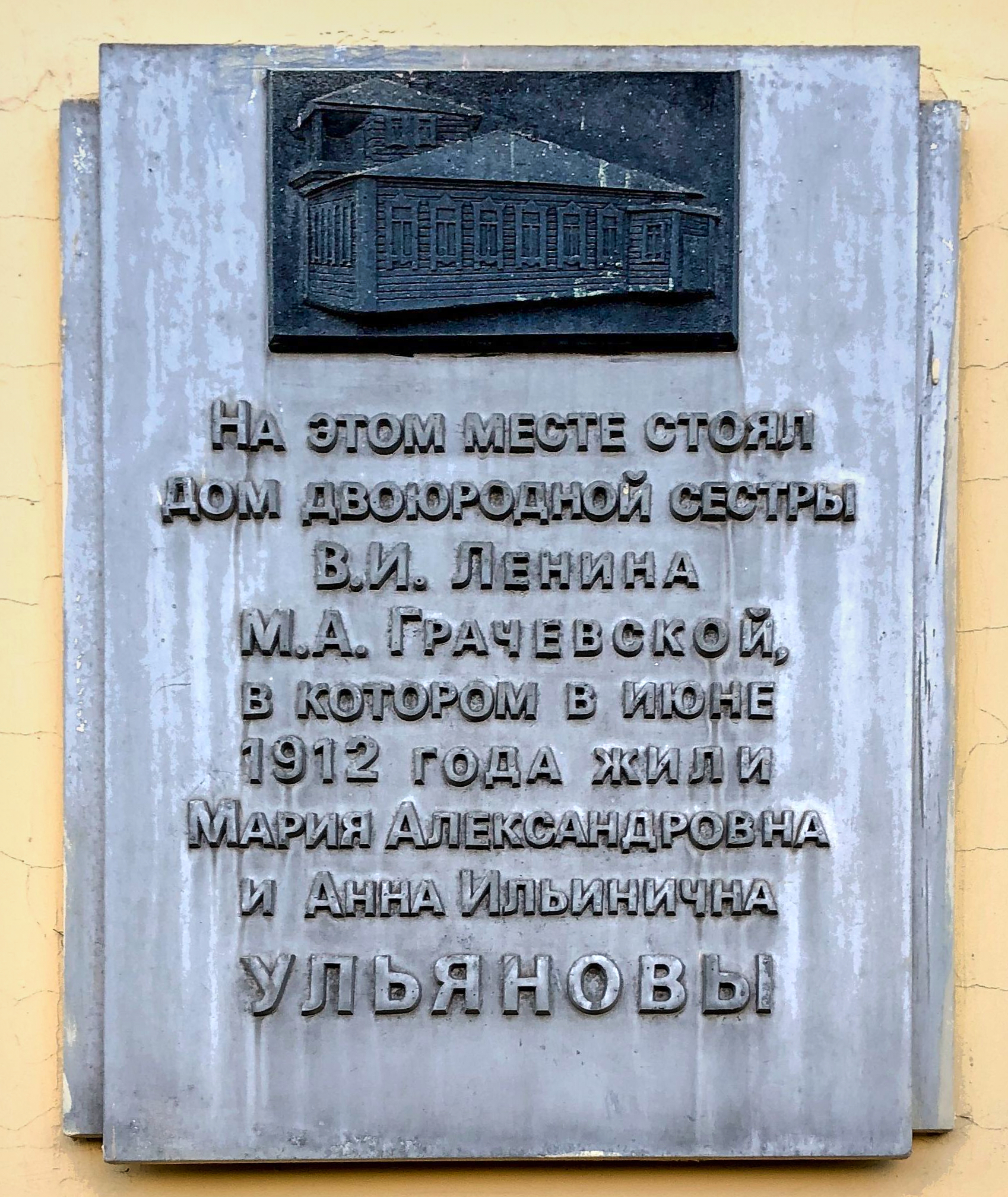
Памятная табличка на здании завода
Стела у входа в здание администрации завода